# レーモン5世 (トゥールーズ伯)
レーモン5世（フランス語：Raymond V, 1134年ごろ - 1194年）は、トゥールーズ伯（在位：1148年 - 1194年）。

## 生涯
レーモン5世はトゥールーズ伯アルフォンス1世とフェイディヴァ・ドゥゼの息子である。父アルフォンスは1147年にレーモン5世を伴い第2回十字軍に参加した。父がカイザリアにおいて1148年に死去し、レーモン5世が14歳でトゥールーズ伯位を継承した。レーモン5世はナザレの助祭長ロルゴ・フレテルス（en）から称賛され、ロルゴは『Descriptio de locis sanctis』（聖地に関する記述）をレーモン5世に捧げた。
トゥールーズ伯として、レーモン5世はトゥールーズで最初の市民の集会を許可し、これが後のキャピトゥールの起源である。
一方、外交ではフランス王ルイ7世の妹コンスタンスを娶りプロヴァンス方面へ領土拡大を目論んでいたが、イングランド王ヘンリー2世とアリエノール・ダキテーヌ夫妻にトゥールーズを狙われ（アリエノールは祖母フィリッパを通じてトゥールーズ継承権を主張していた）、バルセロナ伯ラモン・バランゲー4世、ナルボンヌ子爵エルマンガルド、モンペリエ領主ギレム7世ら周辺貴族の離反を招き、1159年にはヘンリー2世が軍を率いてトゥールーズを包囲した。この時は義兄ルイ7世がヘンリー2世の前に立ちはだかったためトゥールーズ占領を免れたが、後にコンスタンスと離婚した。
1165年、ロンベールにおいて、アルビ司教は聖職者やレーモン5世の妃コンスタンスを含む貴族が出席する中、異端とされる宗派のメンバーを尋問し、討論をおこなった。この集団は自身たちを「善達き人々」と呼び、カタリ派の影響を示すとともにローザンヌのアンリやブリュイのペトルスと同様の信仰を持っていた。この「善き人々」は自分達の信条に関する多くの質問に答えることを拒否する一方、司教に旧約聖書を受け入れておらず、新約聖書を読んで誓いを立てるべきではないと説得した。さらに司教の司法権についても異議を唱えた。
1173年、ヘンリー2世に臣従した際に個人的会見を申し入れ、アリエノールや息子の若ヘンリー王が謀反を企てていると警告した。ヘンリー2世の方は半信半疑だったが、この会見の後で若ヘンリー王はルイ7世の下へ脱走、ヘンリー2世に反乱を起こした。アリエノールも反乱を扇動し他の息子たちも反乱に加わり、ヘンリー2世は苦境に立たされた。
1178年、レーモン5世は領内の異端と戦うためシトー会に支援を求めた。アラゴン王アルフォンソ2世の西側からの圧力にさらされていたレーモン5世が、自らを信仰の擁護者として示したかったためと考えられている。教皇特使と王立の合同委員会がトゥールーズに到着し、説教、調査、糾弾を行う権限を与えられた。委員会は3ヶ月間活動した。
シトー会へ支援を求めて書き送った手紙では、異端がトゥールーズで広まり、直臣や領土内の貴族たちにまで異端が浸透しており、孤立無援でとても異端を弾圧出来ない深刻な危機的状況を訴えている。またシトー会へルイ7世にも支援を働きかけることを懇願、王が領内へ来た時は領内の町や城の門を開き、王の裁量に委ねることまで書き記し、王の軍事介入を望んでまで支援を要請した。レーモン5世の訴えはシトー会やルイ7世・ヘンリー2世に受け入れられ、ローマ教皇アレクサンデル3世も受理して教皇特使ピエール・ド・パヴィーが率いる使節団を派遣、一行はトゥールーズで反発に遭いながら異端者の摘発を行い、1179年に教皇は召集した第3ラテラン公会議でパヴィーの処置を承認、カタリ派禁止や異端との戦いに参加した者に免罪と教会保護の特権を与えることを決定した。こうして南仏で異端撲滅に向けた動きが始まったが、それを促したレーモン5世がシトー会へ手紙を書き送った時期は1170年、あるいは1177年とされている。
1194年に死去、息子のレーモン6世が後を継いだ。

## 家族
1153/6年、レーモン5世はフランス王ルイ6世とその2番目の妃アデル・ド・サヴォワの娘コンスタンスと結婚した。コンスタンスはブローニュ伯ウスタシュ4世の未亡人であった。しかし、レーモン5世はコンスタンスとは近親婚の範囲内であったため、1165年に教会の権威により離婚させられた。2人の間には以下の子女が生まれた。
- レーモン6世（1156年 - 1222年） - トゥールーズ伯[1]
- オーブリ（1180年没）
- アデライード（1158年頃 - 1199年） - 1171年にロジェ2世・ド・トランカヴェルと結婚[1]
- ボードゥアン（1165年 - 1214年） - 兄レーモン6世の命により処刑された[1]

離婚後にレーモン5世はプロヴァンス伯レーモン・ベランジェ2世の未亡人リクサ・シロンスカと婚約した。
また、以下の庶子がいる。
- インディー（1192年7月 - 1249年9月27日） - ロートレック子爵ギヨーム（1215年没）と結婚[1]、のち1226年にベルナール2世・ド・リル＝ジュルダン（1228年没）と再婚。子女あり。